# Luis María de Pablo Pardo
Luis María de Pablo Pardo (Buenos Aires, 15 de agosto de 1912 - id. 27 de mayo de 2007) fue un jurisconsulto, diplomático y político, que fue embajador y ministro de Relaciones Exteriores de Argentina. También ejerció como profesor de Derecho Internacional Público en la UCA.

## Biografía
A los 95 años falleció en la ciudad de Buenos Aires Luis María de Pablo Pardo, jurisconsulto, diplomático y político de larga actuación, que fue embajador y canciller de nuestro país.
Había nacido el 15 de agosto de 1912 en Buenos Aires. Graduado de abogado en la UBA, cursó estudios de posgrado en la Georgetown University, en Washington. En 1947 ingresó en el servicio exterior, como agregado cultural en Washington.
Enrolado en la corriente nacionalista, fue detenido en 1943  por participar en la sublevación militar del general Benjamín Menéndez.
Fue partícipe del bombardeo de la Plaza de Mayo que dejó un saldo de 364 muertos y cerca de 1000 heridos, tras lo cual los aviones volaron hacia el Uruguay llevando 90 personas, en su mayoría oficiales, que fueron recibidos en Montevideo y permanecieron allí hasta tres meses después, cuando lograron derrocar el gobierno democrático. Durante la dictadura militar autodenominada Revolución Libertadora los participantes de la masacre de Plaza de Mayo fueron beneficiados con diferentes puestos en el gobierno de facto: Toranzo Calderón fue Embajador en España; Adolfo Vicchi, Embajador en Estados Unidos; Luis María de Pablo Pardo, Ministro del Interior y Miguel Ángel Zavala Ortiz. ctuo de enlace durante el golpe de 1955 de la Armada y el Ejército, debió exiliarse en Brasil en 1955.
En noviembre de ese año fue designado para ocupar la cartera del Interior, pero su posición política determinó la suspicacia y el rechazo de los sectores de orientación liberal que habían impulsado la Revolución Libertadora, y se exacerbó la resistencia que habían opuesto a la figura de Clemente Villada Achával, secretario privado y cuñado del primer presidente de esa Revolución, general Eduardo Lonardi.
La inminente designación de Pablo Pardo fue uno de los detonantes del movimiento interno que develó las disidencias ocultas entre quienes habían participado del derrocamiento de Perón. Con excepción de la Unión Federal, renunciaron los partidos que integraban la Junta Consultiva, hubo presiones militares, y los hechos precipitados concluyeron con el desplazamiento de Lonardi y la asunción del general Pedro Eugenio Aramburu.
Luego, Luis María de Pablo Pardo giró hacia formas más moderadas y liberales, siempre desde una postura básica conservadora y de una impronta católica tradicionalista. Como consejero político y legal de la Cancillería produjo un hecho llamativo en la diplomacia: en la conferencia interamericana de Quito de 1960, a la cual asistió en representación del gobierno, cambió las instrucciones del presidente Arturo Frondizi por otras que patrocinaba la Armada. De todos modos, Frondizi, que lo apreciaba y lo hizo enviado especial ante el presidente Juscelino Kubitschek, de Brasil, lo nombró en 1960 embajador en Chile.
En 1970, Pablo Pardo fue canciller del gobierno del general Roberto M. Levingston y continuó en el cargo al sucederlo el general Alejandro Agustín Lanusse, quiso hacer concesiones para entrar en negociaciones con el desterrado Perón, como quería Lanusse, y dejó el gobierno en 1972.
En 1976 durante el Proceso fue embajador en Suiza. Participó en numerosas reuniones internacionales, del grupo de los 77, de las Naciones Unidas, de la OEA, donde su palabra era escuchada. Representó al país en el sepelio del general Charles De Gaulle. Dio clases de Derecho y Ciencias Económicas de la UBA y en la Universidad Católica Argentina. Formó parte del Centro de Estudios Estratégicos de la Armada, de la Fundación Navarro Viola, de la International Law Association, de la American Society of International Law y de otras entidades.
Casado con Aída Quinteros Sánchez de Bustamante, tuvieron cuatro hijos.